# Гриб, Павел Игоревич
Павел Игоревич Гриб (род. 1 июля 1998) — украинский студент, осуждённый в России за подготовку террористического акта в отношении российских детей на школьной линейке, задержанный в Белоруссии 24 августа 2017 и тайно перевезённый на территорию России.

## Биография
Павел Гриб родился в семье Игоря Гриба, военнослужащего пограничных войск Украины, в настоящее время советника председателя Синодального управления военного духовенства Православной церкви Украины. Мать Гриба — санитарка, работала в Чернобыле сразу после катастрофы. Павел Гриб учился в Киево-Могилянской академии, армейскую службу не проходил по состоянию здоровья.

## Судебное дело
По словам его отца, Игоря Гриба, 24 августа 2017 года Павел поехал в Гомель, чтобы встретиться с девушкой из России, с которой до этого общался только в соцсетях. По версии российских силовых структур, в ходе переписки он предлагал этой девушке с помощью самодельного взрывного устройства устроить взрыв на выпускной линейке в школе № 26 в городе Сочи. После отъезда в Гомель связь с Грибом прервалась, на Украине он был объявлен пропавшим без вести, 29 августа было возбуждено уголовное дело по факту его исчезновения.
Госпогранкомитет Белоруссии подтвердил факт въезда Павла Гриба на белорусскую территорию. Дальнейшие разъяснения (в том числе по вывозу Гриба в РФ) власти Белоруссии дать отказались. По словам Павла Гриба, он был вывезен из Гомеля неизвестными людьми и передан другим неизвестным. Через несколько дней в Смоленской области был оформлен протокол задержания. После этого его доставили в Краснодар. Затем он содержался в следственном изоляторе «Лефортово».
Фигурирующая в уголовном деле девушка Татьяна (гражданка РФ) дала признательные показания. Во время содержания Гриба под стражей она поддерживала с ним переписку. Украинский блогер Анатолий Шарий, получивший политическое убежище в ЕС, опубликовал видеозапись допроса этой фигурантки уголовного дела. Павел Гриб на допросе дал показания о роли подельницы в спланированной террористической операции, заявленной им как возмездие за «российскую агрессию Украине».
По сообщениям украинских СМИ, Павел Гриб содержался в ужасных условиях, нуждался в медицинском наблюдении, имел инвалидность, ему требовалось постоянно принимать поддерживающие препараты, в заключении он не получал надлежащей медицинской помощи, имея портальную гипертензию. В декабре 2018 адвокат заключённого Марина Дубровина рассказала, что Павел Гриб практически ослеп и страдает от цирроза печени, у него ухудшилась функция свёртывания крови. Скорую пришлось вызывать в зал суда. Врач осмотрел Павла, но не смог его обследовать в больнице. Отец заключённого Игорь Гриб заявлял украинскому телевидению, что у его сына «один глаз не видит вовсе, а второй видит на 15 %» и обращал внимание на необходимость неотложной хирургической операции «иначе его состояние приведёт к смерти», заявлял о наличии у сына болезни Альцгеймера. Об «очень критичном» состоянии Павла Гриба и необходимости операции на сердце заявляла украинский омбудсмен Людмила Денисова, однако отец заключённого сообщил об ошибочности её суждений.
22 марта 2019 года Северо-Кавказский окружной военный суд в Ростове-на-Дону признал Павла Гриба виновным в содействии террористической деятельности и приговорил к 6 годам колонии. Павел Гриб в своем выступлении заявил, что не признаёт выдвинутые против него обвинения и объявил голодовку. Министерство иностранных дел Польши выдвинуло требования освободить Гриба и других украинских заключённых.

## Освобождение
7 сентября 2019 года Павел Гриб прибыл на Украину по договорённостям между Москвой и Киевом об обмене пленными.
Сразу же после приземления самолёта Павел Гриб дал интервью украинским СМИ, в котором отрицал проблемы со здоровьем во время нахождения в России, сообщил об отсутствии серьёзных проблем содержания под стражей, опроверг сообщения украинской прессы о своей информационной изоляции, а также о выданных ему российскими властями деньгах. Во время встречи прибывших по обмену украинским президентом Владимиром Зеленским, как отметили украинские издания и блогеры, Павел Гриб отказался пожать руку главе украинского государства и объяснил это так: «Не подал руки, потому что не посчитал нужным».
Принимал участие в протестных акциях 14 октября 2019 года в рамках кампании «Нет капитуляции!», направленных против политики Зеленского по урегулированию вооружённого конфликта на востоке Украины.